# Тренель (Аргентина)
Тренель (исп. Trenel) — город в аргентинской провинции Ла-Пампа, административный центр одноимённого департамента. Расположен в 123 км от центра провинции города Санта-Роса и в 560-ти — от столицы страны Буэнос-Айреса.